# Liaohe-Ebene
Die Liaohe-Ebene oder Liao-He-Ebene (Liao He pingyuan 辽河平原) bildet den südlichen Teil der Nordostchinesischen Ebene. Die Wasserscheide zum Songhua Jiang (Sungari) ist das Gebirge Songliao fenshuiling (松辽分水岭) (wörtlich: "Sungari-Liaohe-Wasserscheide", im Westen der Provinz Jilin), im Süden grenzt sie an das Bohai-Meer (Bo Hai), im Westen an das Gebirge Yiwulü Shan (医巫闾山) und im Osten an das Liaodong-Hügelland (Liaodong jiuling).
Größere Flüsse sind neben dem namensgebenden Liao He die Flüsse Taizi He (太子河), Hun He (渾河 / 浑河,  hun2 he2), Daling He (大凌河), Xiaoling He (小凌河) und Sha He (沙河).
Im Liaohe-Erdölfeld (Liaohe youtian (辽河油田)) befinden sich große Erdöl- und Erdgasvorkommen. Aus dem Meer wird Salz gewonnen.